# Тула-де-Альенде
Тула-де-Алье́нде (исп. Tula de Allende) — город и административный центр одноимённого муниципалитета в мексиканском штате Идальго. Численность населения, по данным переписи 2010 года, составила 28 577 человек.

## История

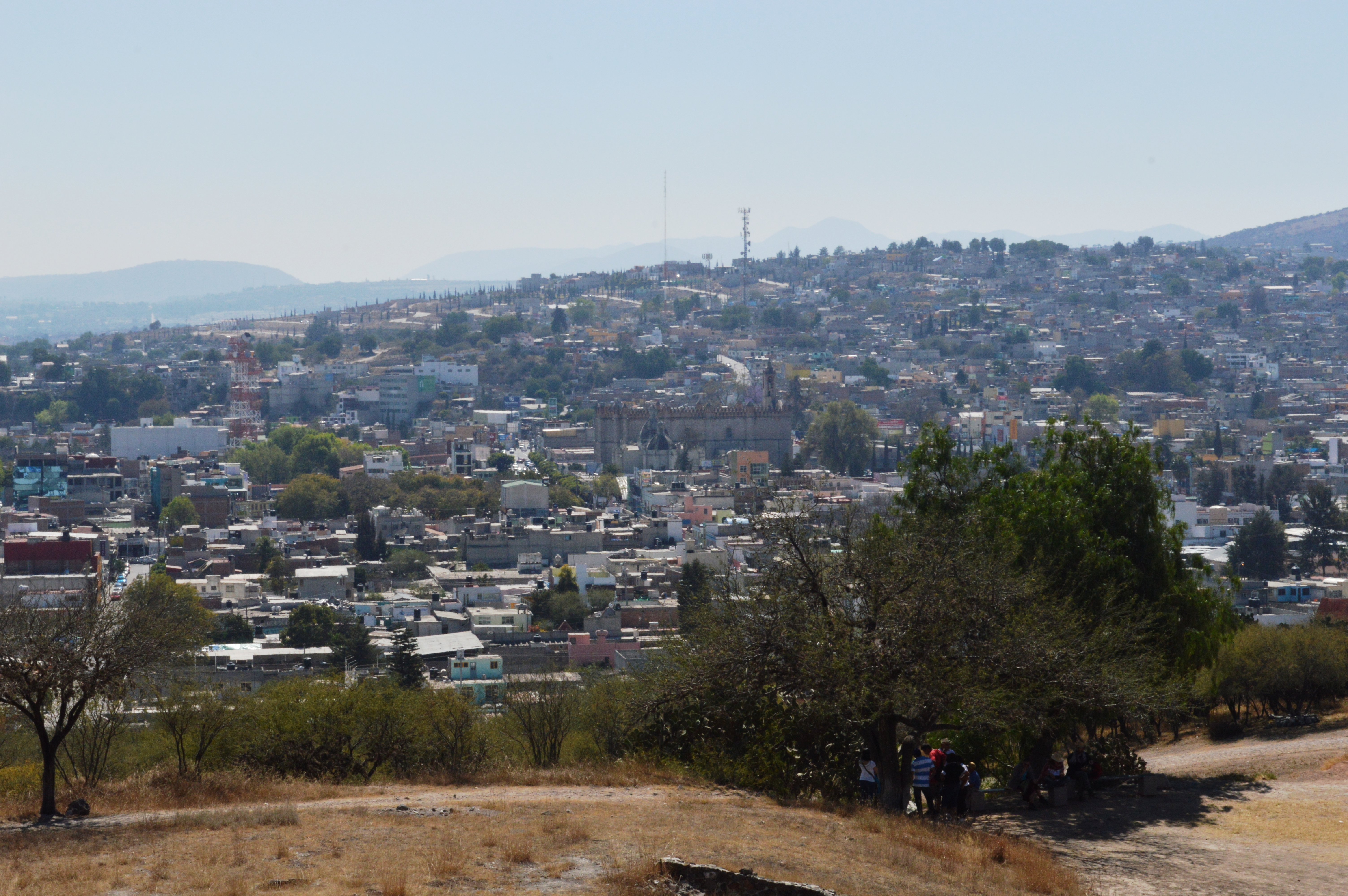
Вид на город

Город основан в 1971 году.